# Полуденная нега
«Полуденная нега» (англ. Afternoon Delight) — американская комедийная драма 2013 года автора сценария и режиссёра Джилл Солоуэй о сексуальном пробуждении женщины в условиях рутинного, бесстрастного брака. В главных ролях — Кэтрин Хан, Джуно Темпл и Джош Рэднор. 
Премьера состоялась 21 января 2013 года на кинофестивале «Сандэнс», США.

## Сюжет
Рэйчел (Кэтрин Хан) — молодая девушка «под тридцать», живущая в богемном районе Лос-Анджелеса. У неё есть всё, о чём можно мечтать: успешный, любящий муж Джефф (Джош Рэднор) и замечательный ребёнок, а также роскошный дом с бассейном, которому многие могут только завидовать. Но чего-то в жизни домохозяйки не хватает — ей попросту скучно. Джефф занят на работе и уже не уделяет должного внимания. В том числе в постели.
Рэйчел ходит на сеансы психотерапии к доктору Линор (Джейн Линч) в надежде, что та подскажет, как не допустить превращения своей жизни в рутинный беспорядок. Рэйчел решает посетить стриптиз-клуб с целью, что это разогреет её сексуальную сторону и придаст остроты ощущений. Там она встречает совсем юную стриптизёршу по имени Маккенна. Её возраст не даёт девушке покоя, на следующий день она торопится с ней снова повидаться. Возомнив себя наставницей, она решает дать Маккенне несколько советов, а для этого приглашает работать в свой дом няней. После согласия на такое приглашение, жизнь в доме начинает меняться. Только так ли, как того ожидала Рэйчел?..

## В ролях
- Кэтрин Хан — Рэйчел
- Джуно Темпл — Маккенна
- Джош Рэднор — Джефф
- Джейн Линч — Линор
- Джессика Ст. Клэр — Стефани
- Микаэла Уоткинс — Дженни
- Джош Стэмберг — Мэтт
- Джон Капелос — Джек
- Киган-Майкл Ки — Бо
- Энни Мумоло — Аманда

## Интересные факты
- Слоган фильма — «Лекарство от бытового брака»
- Сценарист и режиссёр фильма Джилл Солоуэй является сценаристом таких сериалов, как «Как добиться успеха в Америке», «Клиент всегда мёртв», «Соединенные Штаты Тары», а также продюсером сериалов «Анатомия страсти» и «Грязные мокрые деньги»
- Съёмки проходили в Калифорнии, США
- Производством картины занимались студии «72 Productions» и «Rincon Entertainment»[7]

## Критика и отзывы
Фильм получил в основном положительные отзывы. На сайте «Rotten Tomatoes» он заработал 69 % голосов с общим рейтингом 3,7 из 5 баллов. На портале «Metacritic» фильм собрал смешанные отзывы на основе 19 респондентов с общим итогом 47 баллов из 100.

## Награды и номинации
- Кинофестиваль «Сандэнс» (2013) — Приз за режиссуру в категории «Драматический фильм», Джилл Солоуэй
- Кинофестиваль «Сандэнс» (2013) — Номинация Гран-при в категории «Драматический фильм»

## Мировой релиз
- США — 27 апреля 2013 года — в рамках Международного кинофестиваля в Сан-Франциско
- США — 30 августа 2013 года — ограниченный прокат